# NGC 3491
NGC 3491 é uma galáxia elíptica (E-S0) localizada na direcção da constelação de Leo. Possui uma declinação de +12° 09' 42" e uma ascensão recta de 11 horas, 00 minutos e 35,4 segundos.
A galáxia NGC 3491 foi descoberta em 11 de Março de 1784 por William Herschel.